# La Jeune Fille en deuil
Pour plus de détails, voir Fiche technique et Distribution.
La Jeune Fille en deuil (La niña de luto) est un film espagnol réalisé par Manuel Summers, sorti en 1964.

## Synopsis
Rocío, une jeune Andalouse, arrive à la fin du deuil de sa grand-mère et va enfin pouvoir se marier avec son fiancé, Rafael.

## Fiche technique
- Titre : La Jeune Fille en deuil
- Titre original : La niña de luto
- Réalisation : Manuel Summers
- Scénario : Manuel Summers
- Collaborateurs au scénario : Tico Medina, Francisco Summers, Bernardo Ballester et Pilar Miró
- Musique : Antonio Pérez Olea
- Photographie : Francisco Fraile
- Montage : Pedro del Rey
- Société de production : Eco Films et Impala
- Pays :  Espagne
- Genre : Comédie dramatique
- Durée : 85 minutes
- Dates de sortie : 
  -  Espagne : 16 novembre 1964

## Distribution
- María José Alfonso : Rocào Vázquez Romero
- Alfredo Landa : Rafael Castroviejo
- Pilar Gómez Ferrer : Concha, la mère de Rocío
- Vicente Llosa : Paco, le père de Rocio
- José Vicente Cerrudo : Abuelo de Rocío
- Carmen Santonja : Amiga de Rocío
- Manuel Ayuso : Tío de Rocào
- Manuel Guitián : Cura
- Antonio P. Costafreda : Ramón, l'employé des pompes funèbres
- Vicky Lagos : Romana
- José Luis Lespe : Marco Vinicio
- Juanito 'El Bicicletas' : Juanito
- Paquito Lara : Paquito
- Víctor Lara : Víctor

## Distinctions
Le film a été présenté en sélection officielle en compétition au Festival de Cannes 1964.